# Walentina Wiktorowna Nasarowa
Walentina Wiktorowna Nasarowa (russisch Валентина Викторовна Назарова; * 16. Oktober 1987) ist eine russische Biathletin.
Walentina Nasarowa nahm in der Haute-Maurienne im Rahmen der Juniorenrennen der Sommerbiathlon-Weltmeisterschaften 2008 an ihrer ersten internationalen Meisterschaft teil. Bei den Wettbewerben auf Skirollern wurde sie Elfte des Sprints, Neunte der Verfolgung und gewann mit Irina Maximowa, Dmitri Blinow und Wiktor Wassiljew den Titel im Mixed-Rennen. In Duszniki-Zdrój nahm sie an den Sommerbiathlon-Weltmeisterschaften 2010 teil und startete damit bei ihren ersten internationalen Meisterschaften im Leistungsbereich bei den Frauen. Im Sprint belegte die den 15. Platz und erreichte im darauf basierenden Verfolgungsrennen den 17. Platz. 2012 erreichte sie bei einem Verfolgungsrennen im IBU-Cup in Altenberg mit Rang drei eine erste Podiumsplatzierung in der Rennserie. 1023 wiederholte sie diese Platzierung in Ostrow, nachdem sie zuvor im Sprint sogar Zweite war. Es folgten die Europameisterschaften 2013 in Bansko. Nasarowa wurde 21. des Sprints, Achte der Verfolgung, Fünfte mit der Staffel und verpasste als Viertplatzierte des Einzels nur um einen Rang die Medaillenränge. Kurz danach bestritt sie am Holmenkollen in Oslo auch ihre ersten Rennen im Biathlon-Weltcup, bei denen sie sich als 57. des Sprints für die Verfolgung qualifizieren konnte, in der sie als 34. erste Weltcuppunkte sammelte.

## Biathlon-Weltcup-Platzierungen
Die Tabelle zeigt alle Platzierungen (je nach Austragungsjahr einschließlich Olympische Spiele und Weltmeisterschaften).
- 1.–3. Platz: Anzahl der Podiumsplatzierungen
- Top 10: Anzahl der Platzierungen unter den ersten zehn (einschließlich Podium)
- Punkteränge: Anzahl der Platzierungen innerhalb der Punkteränge (einschließlich Podium und Top 10)
- Starts: Anzahl gelaufener Rennen in der jeweiligen Disziplin
- Staffel: inklusive Mixed- und Single-Mixed-Staffeln

| Platzierung         | Einzel | Sprint | Verfolgung | Massenstart | Staffel | Gesamt |
| ------------------- | ------ | ------ | ---------- | ----------- | ------- | ------ |
| 1. Platz            |        |        |            |             |         |        |
| 2. Platz            |        |        |            |             |         |        |
| 3. Platz            |        |        |            |             |         |        |
| Top 10              |        |        |            |             |         |        |
| Punkteränge         |        |        | 1          |             |         | 1      |
| Starts              |        | 1      | 1          |             |         | 2      |
| Stand: 2. März 2013 |        |        |            |             |         |        |